# ماکول (شیلی)
ماکول (به اسپانیایی: Macul) یک شهرستان در شیلی است که در استان سانتیاگو واقع شده‌است. ماکول ۱۲٫۹ کیلومتر مربع مساحت و ۱۱۲٬۵۳۵ نفر جمعیت دارد.